# Trabajo especulativo
El trabajo especulativo, también conocido como spec work, es cualquier tipo de trabajo creativo que fue completado o enviado por diseñadores voluntarios a clientes potenciales, en unas circunstancias en que no se ha acordado por escrito una tarifa justa o razonable. Los diseñadores deben invertir tiempo y recursos para competir entre sí para ganar un contrato.  Este tipo de práctica es común tanto en la industria como en las artes y la arquitectura.
Un ejemplo de trabajo especulativo sería un concurso de diseño, donde el cliente estimula a los diseñadores participantes con un premio para el eventual ganador. Después los diseñadores envían su trabajo para que el cliente pueda seleccionar una presentación ganadora. Al final el ganador recibirá el premio y el contrato, pero los demás participantes no obtendrían nada por su trabajo.

## Historias
El Instituto Americano de Artes Gráficas, AIGA, cree que los diseñadores profesionales deben recibir una compensación justa por su trabajo. Además, debe haber un compromiso con los clientes en el que se negocien la propiedad y los derechos de uso de la propiedad intelectual y creativa del diseñador. Por lo tanto, AIGA sugiere que los diseñadores deben participar en los proyectos de los clientes con total compromiso para mostrar el verdadero valor de su esfuerzo creativo. Deberían prestar más atención cuando se trata de riesgos potenciales de entrar en el trabajo especulativo. Los riesgos del trabajo especulativo hacen que algunos diseñadores sientan repulsión por el trabajo creativo crowdsourcing.

## Formatos de trabajo especulativo

### Por competición
Trabajar con la esperanza de ganar un premio que llega en una forma desconocida.

### Trabajo voluntario
Becarios o diseñadores entregan su trabajo como un favor o por la experiencia sin la expectativa de ser premiados.

### Pasantías
Trabajar de forma de voluntaria que implica una ganancia educativa que podría beneficiar un mayor desarrollo profesional.

### Trabajopro bono
Trabajar gratis por el bien público.

## Pros y contras

### Ventajas
Uno de los principales atractivos del trabajo especulativo es que puede beneficiar a los clientes al traer costos más baratos y más variaciones e ideas. En cuanto a los diseñadores, el trabajo especulativo puede brindarles la oportunidad de adquirir experiencia, crear una cartera y conocer gente.

### Contras

#### Eficiencia
El hecho de que trabajador pase incontables horas trabajando en proyectos sin ninguna forma de pago garantizada es perjudicial para ellos. Los diseñadores podrían haber utilizado sus recursos para crear carteras, mejorar sus habilidades o hacer un contrato con pago real.

#### Plagio
El acuerdo verbal es insuficiente para proteger los intereses de trabajadores creativos en los tribunales de justicia. De hecho, es extremadamente difícil probar que se supone que los diseñadores deben ser compensados por los clientes sin contratos formales. Usando esta estrategia, algunos clientes hacen pequeños cambios y luego revenden el trabajo creativo del diseñador como si fueran propios. Ello podría derivar en infracción de los derechos de autor, lo que conllevaría responsabilidad penal.

#### Calidad
Algunos diseñadores se enfocan en cobrar menos por sus productos en lugar de mejorar la calidad del trabajo. Esta situación es aún más grave cuando los diseñadores intentan superar las ofertas de los demás para obtener un pago en el concurso. Devalúa todo el conjunto de habilidades en la industria del diseño.